# Coleophora anatipennella
Coleophora anatipennella là một loài bướm đêm thuộc họ (Coleophoridae). Đây là loài điển hình của chi Coleophora và là của họ này.

## Hình ảnh

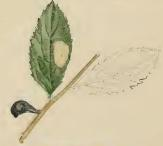
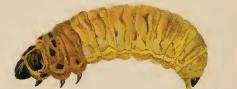